# Iguapeia melanocephala
Iguapeia melanocephala is een hooiwagen uit de familie Gonyleptidae.